# 罗斯朗日
罗斯朗日（法語：Rosselange，法語發音：[ʁɔslɑ̃ʒ]；洛林法兰克语：Rossléngen）是法国摩泽尔省的一个市镇，属于蒂永维尔区。

## 地理
罗斯朗日（49°15'30"N, 6°4'10"E）面积5.35 平方千米，位于法国大東部大區摩泽尔省，该省份为法国东北部内陆省份，是洛林的一部分，西南接默尔特-摩泽尔省，东临下莱茵省，北与卢森堡和德国接壤。
与罗斯朗日接壤的市镇（或旧市镇、城区）包括：克卢昂日、大穆瓦约夫尔、朗格沃、龙巴、奥恩河畔维特里。

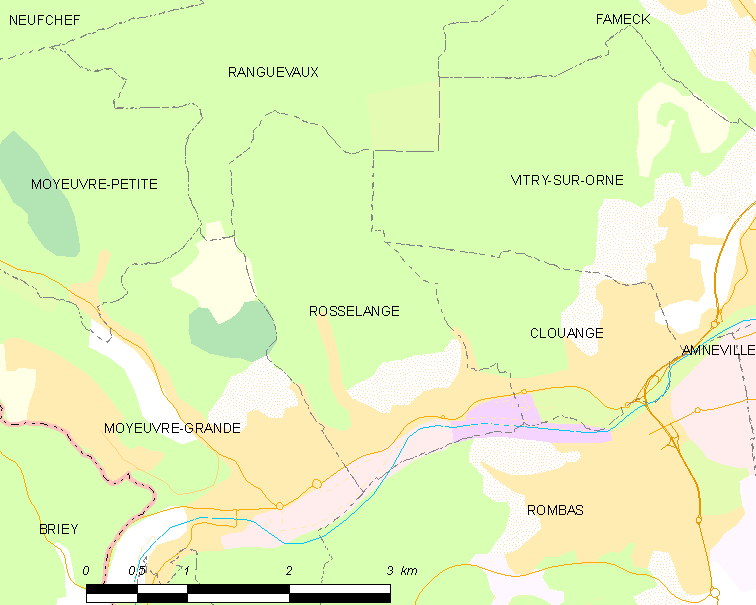
罗斯朗日的OSM定位图

罗斯朗日的时区为UTC+01:00、UTC+02:00（夏令时）。

## 行政
罗斯朗日的邮政编码为57780，INSEE市镇编码为57597。

## 政治
罗斯朗日所属的省级选区为阿扬日县。

## 人口

1962-2008年间罗斯朗日人口变化图示

罗斯朗日于2022年1月1日时的人口数量为2403人。